# Willem Johan Hendrik Hora Siccama
Jhr. Willem Johan Hendrik Hora Siccama (Batavia, 2 oktober 1886 – Den Haag, 19 juni 1959) was een Nederlands politicus. 
Hij werd geboren in het toenmalig Nederlands-Indië als zoon van jhr. Louis Thomas Hora Siccama (1849-1931) en Adele Charlotte Bosch (1857-1938). Hij was volontair bij de gemeentesecretarie van Blaricum voor hij in 1922 benoemd werd tot burgemeester van Ootmarsum. Vier jaar later werd hem op eigen verzoek ontslag verleend. Van 1928 tot 1936 was hij de burgemeester van Baarderadeel en aansluitend werd Hora Siccama de burgemeester van Leeuwarderadeel. Hij ging eind 1951 met pensioen en overleed in 1959 op 72-jarige leeftijd.